# Oryza barthii
Oryza barthii är en gräsart som beskrevs av Auguste Jean Baptiste Chevalier. Oryza barthii ingår i släktet rissläktet, och familjen gräs. Inga underarter finns listade i Catalogue of Life.